# Chris Daughtry
Christopher Adam "Chris" Daughtry (nascido em 26 de dezembro de 1979) é um músico (cantor, guitarrista e compositor), nascido em McLeansville (Carolina do Norte), Estados Unidos. Chris é o vocalista do grande fenômeno do rock pós-grunge: Daughtry. Após tentar por quase dez anos triunfo na música através de suas bandas Absent Element e Cadence, Chris foi convencido em 2005 por sua esposa Deanna a tentar as audições do popular programa American Idol, que no final do ano selecionaria pessoas para a sua quinta edição. Chris terminou o programa numa revoltante quarta colocação, mas pode-se dizer que é ele o grande vencedor do programa, uma vez que é o que mais triunfo obteve após o show. O CD de estréia da Daughtry, que leva o nome da banda, vendeu até agora a incrível marca de 2.23 milhões de cópias, além de ter sido o CD de rock de uma banda iniciante que mais vendeu na primeira semana na era Soundscan. O CD já alcançou duas vezes o topo da parada da Billboard, sendo que uma vez com uma marca histórica: a menor diferença entre os dois primeiros colocados (menos de 200 CDs separaram a Daughtry da Trilha do musical Dreamgirls: Em Busca de Um Sonho).[carece de fontes?]

## Biografia
Chris nasceu em McLeansville, no estado da Carolina do Norte, nos Estados Unidos. Por motivos próprios, seus pais, Sandra e Pete, se mudaram para o estado da Virgínia, onde Chris e seu irmão, Kenneteh, acabaram sendo criados.
Foi na adolescência, enquanto cursava o High School, na Fluvanna High School, em Palmyra, Virginia (equivalente ao nosso Ensino Médio), que Chris começou a demonstrar uma grande vocação para as artes, participando das montagens de Peter Pan e The Wiz, além de ser um grande desenhista. A música em si apareceu para Chris quando um amigo seu, Robert, o ouviu cantar e disse que ele tinha talento para a coisa. Desde então, Chris não parou mais.
Em 2000, em uma festa, por intermédio de amigos, Chris conheceu Deanna, alguns anos mais velha do que ele e mãe solteira de duas crianças: Hannah (nascida em Julho de 1998) e Griffin (nascido em Janeiro de 2001). Os dois se apaixonaram no mesmo instante e apenas seis meses depois, no mês de novembro, se casaram e foram morar os 4, como uma família, em McLeansville, Carolina do Norte. Griffin foi adotado no papel por Chris após o falecimento de seu pai biológico, ganhando assim o sobrenome de Chris (Daughtry).
Em 2005 Chris participou de audição para o reality show Rockstar:INXS, mas não passou do TOP50. Os produtores gostaram muito dele, mas não viram em Chris as características de vocalista que a banda precisava.

### American Idol
Convencido por sua esposa Deanna e inspirado pelo ex-participante Bo Bice, Chris decidiu que faria as audições do American Idol. A cidade escolhida para isso foi Denver, no Colorado. Com passagens compradas, Chris descobriu logo depois que haveria uma audição em seu estado, mas não quis trocar de local, o que acabou valendo a pena, pois pode ver um trecho de sua audição na TV, durante os anúncios do início do programa, o que não ocorreria se ele tivesse escolhido Greensboro, pois a FOX não colocava nos comerciais de um estado quem tivesse tentado ali. Chris disse que isso foi uma grande surpresa para ele.
Nas audições, Chris escolheu o clássico The Letter. Enquanto ele cantava e era avaliado dentro da sala, do lado de fora, Deanna o aguardava ansiosa e chorosa. Após os julgamentos, Chris recebeu dois "sim", de Paula Abdul e Randy Jackson e um "não" de Simon Cowell, que o achou um tanto quanto robótico. Ele saiu da sala sem o papel amarelo que indicava sua aprovação, mas segundos depois o tirou do chapéu que usava, fazendo sua esposa explodir de alegria e nos mostrando uma das imagens mais emocionantes da quinta edição do Idol.
O número de inscrição de Chris no programa era 36843 e isso o fez sentar-se, na sala de espera, próximo a Ace Young, de número 36456. Desde então os dois se tornaram grandes amigos sendo denominados pelos fãs como ChrAce. A amizade ficou tão popular que Chris e Ace concorreram ao Prêmio de "Best Male Bonding" no "Idol Awards".
Após a primeira etapa, chegaram as audições realizadas em um hotel em Hollywood, na California. Chris cantou, entre outras, "The First Cut Is The Deepest", sendo intensamente ovacionado de pé por seus concorrentes. Na fase mais tensa, a de grupos, Chris cantou com Ace Young e Bobby. Os três optaram por "Emotions", um clássico dos Bee Gees e foram individualmente aprovados.
A última etapa antes dos shows ao vivo não envolvia uma nova canção, mas sim uma reavaliação do processo de audições pelos jurados, que escolheriam finalmente o Top 24. O único que os participantes podiam fazer era esperar sentados e subir até a sala onde se encontravam os jurados quando chamados. Quando chamado, Chris demorou mais do que deveria para chegar ao seu destino, pois o elevador que o levaria até a sala simplesmente parou. Por longos seis minutos ele teve de conviver com a ansiedade travado em um elevador parado. Quando finalmente pode sair dali ele brincou dizendo que era o andar mais longo pelo qual já havia passado. Rapidamente os jurados lhe disseram que sim.
Após algumas semanas de programa, em 19 de Abril de 2005, Chris ficou pela primeira vez entre os menos votados e justamente contra seu melhor amigo e colega de quarto Ace Young. Ace acabou sendo eliminado.
Em 10 de maio de 2005, Chris acabou sendo chocantemente eliminado do programa em 4o lugar, enquanto muitos previam que ele seria o ganhador.  Nessa semana, cada participante tinha duas linhas abertas para que os fãs votasse nele. Os "Chrisaholics" alegam que uma das linhas que deveriam ser de Chris estavam direcionadas a Katharine McPhee, que mesmo com três linhas abertas para ela ficou em 3o naquela semana.
Na final, realizada em 24 de Maio de 2005, Chris foi uma das grandes atrações tanto do tapete Vermelho, intensamente coberto pela imprensa, quanto do programa, no qual, além de cantar "I Made It Through The Rain" com Carrie Underwood e os outros integrantes do Top 12, e um Medley com os outros 6 homens, que incluia o clássico "Tobacco Road", Chris fez uma apresentação impecável da música "Mystery" ao lado de sua banda favorita: Live. A apresentação foi tão boa que a banda o convidou para gravar uma versão em estúdio que foi disponibilizada gratuitamente no MySpace.com.

### Músicas no American Idol

#### Semi - Finais
- 22 de Fevereiro de 2005 (Top 24) - "Wanted Dead Or Alive" - Bon Jovi
  - Randy o elogiou pela escolha da música, Paula rasgou-se de elogios e Simon Cowell disse que pela primeira vez na noite ouvia alguém com potencial.

- 1o de Março de 2005 (Top 20) - "Hemorrage (In My Hands)" - Fuel
  - Randy disse que Chris poderia estar no topo das paradas com essa música. Paula lhe perguntou se tinha noção de quão bom o Chris era. Chris respondeu que só saberia quando ela lhe dissesse e ela repondeu que ele era incrível. Simon disse que havia sido em um nível diferente dos demais. Após essa performance, a banda Fuel lhe ofereceu o empregod e vocalista da banda, o que Chris recusou.

- 8 de Março de 2005 (Top 16) - "Broken" - Seether
  - Simon achou a música chata, mas Randy e Paula gostaram. No dia 9 de Março Chris entrou no Top 12, onde o palco e a exposição seriam muito maiores.

#### Finais
- 14 de Março de 2005 (Tema: Stevie Wonder) - "Higher Ground" - Stevie Wonder
  - Chris foi o último a se apresentar e pode ouvir elogios dos três jurados. Simon lhe disse que ele havia tido a única performance "real" sido o melhor da noite, de longe. O mix das versões original e do Red Hot Chili Peppers fez sucesso também com o público.

- 21 de Março de 2005 (Tema: Anos 50) - "Walk The Line" - Johnny Cash, mas na versão da Live
  - Chris foi bastante elogiado pelos jurados mas recebeu críticas da imprensa por não ter dito na entrevista pré-performance que estava usando a versão do Live, mas sim que era uma versão diferente da original por mais que repeitasse Johnny Cash. Na semana seguinte Chris disse ao apresentador Ryan Seacrest que era sim a versão do Live, e à revista Entertainment Weekly, disse que havia sim dito isso no vídeo, mas como havia falado demais, a edição o havia cortado. Ed Kowalczyk, vocalista do Live, o ligou e disse para não se incomodar com esse tipo de comentário, o que significou muito para Chris.

- 28 de Março de 2005 (Tema: "Weeks Of 2000") - "What If" - Creed
  - Randy gostou da escolha da música, mas disse que não foi o melhor que o Chris havia feito. Paula amou. Simon disse que o Chris deveria tentar algo diferente do "arquétipo de rock" que ele vinha fazendo e que Creed não era banda para ser cantada no programa.

- 4 de Abril de 2005 (Tema: Música Country) - "Making Memories Of Us"- Keith Urban
  - Os três jurados gostaram de ver o lado diferente do Chris, mas Simon o advertiu por ter escolhido que ele classificou como uma música chata.

- 11 de Abril de 2005 (Tema: Queen) - "Innuendo" - Queen
  - Randy e Paula disseram que foi uma excelente performance. Simon disse que queria que o Chris tivesse escolhido um dos clássicos do grupo e não uma música desconhecida.

- 18 de Abril de 2005 (Tema: Clássicos Americanos) - "What A Wonderful World" - Louis Armstrong
  - Novamente Chris recebeu múltiplos elogios. Simon clássificou como "excelente". Isso não evitou que Chris ficasse entre os dois menos votados, com seu amigo Ace Young, que acabou sendo eliminado.

- 25 de Abril de 2005 (Tema: Músicas Românticas) - "Have You Ever Really Loved a Woman?" - Bryan Adams
  - Andrea Bocelli, mentor da semana, brincou com o tamanho do título da música. Os três jurados o elogiaram muito rapidamente devido ao atraso de tempo do programa.

- 2 de Maio de 2005 (Tema: Ano do Seu Nascimento) - "Renegade" - Styx
  - Os três jurados o elogiaram e Simon disse que havia sido muitíssimo melhor que os demais concorrentes.

- 2 de Maio de 2005 (Tema: Billboard) - "I Dare You" - Shinedown
  - Os três jurados acharam apenas razoável, mas deixaram claro que haviam percebido que ele estava com problemas de garganta.

- 9 de Maio de 2005 (Tema: Elvis Presley) - "Suspicious Minds" e "A Little Less Conversation" - Elvis Presley
  - Os jurados gostaram das duas performances, mas preferiram a primeira. Nessa semana Chris foi eliminado, fato que gerou polêmica no país depois da suspeita de fraude telefônica.

### Pós American Idol
Depois de sua eliminação do Idol, Chris foi novamente convidado pela banda Fuel para se juntar ao grupo e mais uma vez ele negou, alegando que nunca quis ser o "cara que substituía o outro cara".
Chris participou de diversos programas da TV Americana. O mais curioso deles foi o de Ellen DeGeneres, que o fez dançar. Alguns programas depois, ela, que entrevistava os ex-presidentes americanos Bill Clinton e George Bush sobre o furacão Katrina, lhes perguntou se poderiam trazer o Chris de volta ao Idol.
Em 8 de junho, Chris participou do MTV Movie Awards, da MTV Americana, cantando um trecho da música de eliminação do American Idol: bad Day, ao lado de Jimmy Fallon, durante uma paródia do fime O Código da Vinci.
Em 10 de julho de 2005, a tão aguardada notícia foi anunciada. O Chris havia assinado contrato para gravar um disco. Quem o contratou foi a RCA Records e a 19 Entertainment, que contratam os ganhadores do Idol. Chris impôs a gravadora sua decisão de ter liberdade sobre as músicas a serem gravadas e sobre o fato de não querer ser um artista solo, assim, ficou decidido que ele lideraria uma banda, que levaria como nome seu sobrenome: Daughtry'

## Daughtry
Enquanto estava de turnê pelos Estados Unidos com seus companheiros, Chris Daughtry escrevia as músicas que viriam a compor o primeiro álbum de sua banda. Enquanto todos seus companheiros desfrutavam do verão, Chris compunha no quarto acompanhado de grandes autores e cantores de rock, tais como Mitch Allan (SR-71 (Banda)), Brent Smith (Shinedown), Rob Thomas (ex Matchbox 20) e Brad Arnold (3 Doors Down), além do companheiro de American Idol, Ace Young.
Devido à falta de tempo, a banda foi escolhida quando o cd já estava sendo mixado, após todo o processo de gravação. Foram escolhidos: Joey Barnes - bateria e vocais (conhecido de Chris havia alguns anos), Josh Steely - 1a guitarra - (que foi "descoberto" por Chris no estúdio onde ensaiavam para as audições da banda), Josh "JP" Paul - baixo (que já havia tocado na famosa banda de Punk Rock, Suicidal Tendencies), e Jeremy Brady - guitarra e vocais (apresentado a Chris por um amigo).
No dia 21 de Novembro veio o tão esperado CD. A tiragem inicial foi de 700 mil cópias, número considerado correto para a previsão de vendas da primeira semana, que era de algo entre 250 e 270 mil, mas a resposta do público não foi essa: o cd vendeu 304 mil cópias, número bastante alto pros padrões atuais. Até a 24 semana de vendas, o CD já alcancou duas vezes o topo de vendas principal da Billboard, além de inúmeros primeiros lugares nas paradas específicas de rock.
Em janeiro, os fãs foram surpreendidos com a notícia de que Jeremy decidira deixar a banda às vésperas da primeira tour. Poucos dias depois, foi apresentado como novo guitarrista Brian Craddock, amigo dos tempos de adolescência da Chris, na Vírgina. Os vocais de Jeremy passaram a ser feitos por JP.

### Singles
| Artista        | Informação |
| -------------- | --- |
| Chris Daughtry | Wanted Dead Or Alive - Lançamento Oficial: Maio de 2006 - Gravadora: RCA - Melhor posição nas Paradas: #37 (Top 100) |
| Daughtry       | It's Not Over - Lançamento Oficial: Dezembro de 2006 - Gravadora: RCA Records - Melhor posição nas Paradas: #4 (Top 100), #3 (US Pop), #2 (Digital), #1 (Adult Top 40), #18 (Adult Contemporary), #17 (Hot Modern Rock), #5 (Rock Mainstream) |
| Daughtry       | Home - Lançamento: Abril de 2007 - Gravadora: RCA - Melhor posição nas Paradas: #5 (Top 100), #7 (US Pop), #4 (Digital), #8 (Adult Top 40), #22 (Hot Adult Contemporary)                                                                      |
| Daughtry       | What I Want - Lançamento: Abril de 2007 - Gravadora: RCA - Melhor posição nas Paradas: #13 (Rock Mainstream) |

## Discografia
| Artista                  | Info |
| ------------------------ | --- |
| American Idol 5: Encores | American Idol - Lançamento: 23 de Maio de 2006 - Label: RCA Records - Posição nas Paradas: #9 (US Billboard 200) - Certificação RIAA: Disco de Ouro - Vendas nos EUA: 311,946                                                  |
| Daughtry                 | Daughtry - Lançamento: 21 de Novembro de 2006 - Gravadora: RCA Records - Posição nas Paradas: #1 (Billboard 200), #1 (US Rock) , #1 (Digital), #1 (Comprehensive) - Certificação RIAA: 2x Platinum - Vendas nos EUA: 2,409,201 |
| Now 24                   | Now 24 - Lançamento: Abril de 2007 - Label: EMI Records - Chart Positions: #1 (Billboard 200) - Certificação RIAA: --- - Vendas nos EUA: ---                                                                                   |